# 音羽久米子
音羽 久米子（おとわ くめこ、1915年7月8日 - 没年不詳）は、日本の女優。本名は滝沢 ヤス（旧姓：森）。

## 来歴・人物
1915年（大正4年）7月8日、東京府東京市四谷区（現在の東京都新宿区）に、父・芳五郎と母・寿美の8人兄姉の末子として生まれる。父は政治好きで、定職を持たなかった。
高等小学校を卒業後、師範学校入学を希望するが、芸事好きの末兄に勧められ、尾上菊五郎が創設した日本俳優学校に2期生として入る。1936年（昭和11年）3月に卒業、その後は関西新派で舞台に立つが、数か月で帰京。久米正雄の紹介で9月に日活多摩川撮影所へ入社。六代目菊五郎の屋号である音羽屋と久米正雄の姓をもらって、芸名とする。同年10月公開の『花嫁べからず読本』で映画デビューした。数本の作品に脇役で出演後、1937年（昭和12年）9月に東宝映画に移籍し、以降は端役として多くの作品に出演。1939年（昭和14年）5月、映画監督の滝沢英輔と結婚、一男一女をもうけている。
戦中は東宝を退社して映画界から離れていたが、1951年（昭和26年）に東宝へ復帰し、成瀬巳喜男監督の『めし』『浮雲』、堀川弘通監督の『裸の大将』などに脇役で出演。1960年代からはテレビドラマにも出演している。その後は東宝を退社してフリーとなり、1990年代まで活動している。

## 出演

### 映画
- 花嫁べからず読本（1936年、日活） - タイピスト夏子
- 悦ちゃん（1937年、日活） - 池辺鏡子
- 銃後の赤誠（1937年、日活）
- 娘三十人（1937年、日活） - 勝子
- 綴方教室（1938年、東宝映画） - 後妻
- 武道千一夜（1938年、東宝映画） - おくみ
- 忠臣蔵 前後篇（1939年、東宝映画） - 仲居おせき
- 空想部落（1939年、南旺映画） - 女給春美
- 上海陸戦隊（1939年、東宝映画） - ダンサー
- 秀子の応援団長（1940年、東宝映画） - 百合子
- 多甚古村（1940年、東宝映画） - 酌婦
- 白鷺（1941年、東宝映画）
- 川中島合戦（1941年、東宝映画） - おまき
- 男の花道（1941年、東宝映画） - 芸妓
- ハワイ・マレー沖海戦（1942年、東宝映画） - 姉ふみ[5]
- 待って居た男（1942年、東宝映画） - お竹
- めし（1951年、東宝） - 金沢りう
- お国と五平（1952年、東宝） - 女中
- 三等重役（1952年、東宝） - ニューヨークのマダム
- サラリーマン喧嘩三代記（1952年、新東宝） - 社長夫人
- 夜の終り（1953年、東宝） - ピエロのマダム
- 縮図（1953年、近代映画協会）
- 坊ちゃん社員（1954年、東宝） - ラッキーのマダム
- 芸者小夏 ひとり寝る夜の小夏（1955年、東宝） - お米
- 浮雲（1955年、東宝） - 新聞を読む女
- 宮本武蔵 完結篇 決闘巌流島（1956年、東宝） - 角兵ヱの妻
- 囚人船（1956年、東宝） - 綾部の母
- 流れる（1956年、東宝） - つる本の女中
- サザエさんシリーズ（東宝）
  - サザエさん（1956年） - 神田夫人
  - サザエさんの結婚（1959年）
- ロマンス娘（1956年、東宝） - 縁談を持ち込む女
- 眠狂四郎無頼控 第二話 円月殺法（1957年、東宝） - お園の乳母菊
- あらくれ（1957年、東宝） - 温泉宿の主人の妻・さと
- 裸の大将（1958年、東宝）
- 恐妻党総裁に栄光あれ（1960年、東宝） - 首相の夫人
- サラリーマン目白三平 亭主のためいきの巻（1960年、東宝） - 「夕風荘」の女将
- 紅の海（1961年、東宝） - 富子
- ゲンと不動明王（1961年、東宝） - 地主の母
- 女の座（1962年、東宝） - 小宮の妻
- 忠臣蔵 花の巻・雪の巻（1962年、東宝） - 春野太夫
- 乱れ雲（1967年、東宝）
- 社長繁盛記（1968年、東宝） - 中川よし子
- 喜劇 駅前火山（1968年、東京映画） - 安井よう子
- 地獄変（1969年、東宝） - 女房
- 激動の昭和史 軍閥（1970年、東宝）
- ノストラダムスの大予言（1973年、東宝映画） - 木田の妻[5]
- どてらい男（1975年、東宝） - 小島商店主人
- 続・人間革命（1976年、シナノ企画・東宝映像） - 西条八十夫人
- 影武者（1980年、東宝） - 竹丸付き老女
- おはん（1984年、東宝映画） - おはんの母
- 乱（1985年、東宝） - 秀虎の側室の老女
- 夢（1990年、黒澤プロ）
- 八月の狂詩曲（1991年、黒澤プロ）
- 八つ墓村（1996年、東宝映画）
- 不夜城（1998年、同製作委員会）

### テレビドラマ
- 徳川おんな絵巻（KTV）
  - 第11話「女は度胸で勝負する」・第12話「女のいくさ」（1970年） - とめ
  - 第31話「嵐の中の女」（1971年） - せい
- 大忠臣蔵（1971年、NET） - 磯貝の母・きち
- 江戸巷談・花の日本橋 第21・22話（1971年、KTV）
- 変身忍者 嵐 第29話「死のけむり妖怪! マーダラの恐怖!!」（1972年、MBS） - 村の老婆
- 旅人異三郎 第26話「惜別の舞に心が騒いだ」（1973年、12CH） - お葉
- 鬼平犯科帳（丹波哲郎）第9話「流星」（1975年、NET）- 料理屋の女将・お仲
- 俺たちの勲章 第14話「雨に消えた……」（1975年、東宝 / NTV） - 八百屋のおばちゃん
- 伝七捕物帳 第115話「同祖神は何を見た」（1976年、NTV）- お高
- 大江戸捜査網（12CH）
  - 第242話「大暴れ娘かわら版」（1976年）
  - 第255話「三味の音は殺しの調べ」（1976年）
- ご存知!女ねずみ小僧 第15話「怪談・髪切り包丁」（1977年、CX / 松竹） - お駒
- 横溝正史シリーズII / 夜歩く（1978年、TBS） - 海勝院の尼
- ニュードキュメンタリードラマ昭和 松本清張事件にせまる 第8話「首相の犯罪 石田検事怪死事件」（1984年、ANB / 松竹）
- 名探偵・金田一耕助・仮面舞踏会（1986年、ANB） - お手伝い
- 土曜ワイド劇場（ANB）
  - 豪華ヨット初恋ツアー殺人事件（1990年）
  - 新妻殺し（1991年）
- はぐれ刑事純情派 第6シリーズ 第5話（1993年、東映 / ANB） - 沼田とめ
- 十時半睡事件帖 第22話「奇妙な仇討ち」（1995年、NHK） - 産婆
- 市原悦子ドラマスペシャル / 黄落（1997年、TX） - 田村雪江